# إيفان هاريس
إيفان هاريس (بالإنجليزية: Ivan Harris)‏ مواليد 17 مارس 1984 في سبرينغفيلد، هو لاعب كرة سلة أمريكي. بدأ مسيرته الاحترافية في سنة 2007. يحمل الرقم 3. يبلغ طوله 6 قدم 7 بوصة (2.0 م). لعب كرة السلة الجامعية في جامعة ولاية أوهايو. لعب مع جيمناسيا إيسغريما دي كومودورو ريفادافيا وميركورا تشيوك.

## روابط خارجية
- إيفان هاريس على موقع كرة السلة الأوروبية.كوم (الإنجليزية)
- إيفان هاريس على موقع كلية كرة السلة في سبورتس رفرنس.كوم (الإنجليزية)
- إيفان هاريس على موقع ريلجم (الإنجليزية)
- إيفان هاريس على موقع بروبوليرز (الإنجليزية)
- إيفان هاريس على موقع سبورتس رفرنس (الإنجليزية)